# Pienisaari (ö i Norra Savolax, Nordöstra Savolax, lat 63,00, long 28,58)
Pienisaari är en ö i Finland. Den ligger i sjön Saarijärvi och i kommunen Kaavi i den ekonomiska regionen  Nordöstra Savolax ekonomiska region  och landskapet Norra Savolax, i den centrala delen av landet, 400 km nordost om huvudstaden Helsingfors. Öns area är 0,1 hektar och dess största längd är 50 meter i sydväst-nordöstlig riktning.